# Технический отсек
Технический отсек, техотсек (в авиации) — помещение или пространство внутри воздушного судна, ограниченное стенками или перегородками (шпангоутами), в котором размещается техническое оборудование (узлы, электронные блоки, агрегаты, ёмкости) и в котором технический персонал выполняет работы 
по техническому обслуживанию, настройке и ремонту. Как правило, все технические отсеки воздушного судна (ВС) имеют номер или собственное название (2 т/о, 5 т/о, отсек ниши передней ноги, отсек ЦВМ и т.п.). Каждый техотсек имеет собственный входной люк (створку, дверь) или лючок для доступа. В техотсеке обычно имеется общее или местное освещение, розетки с питающем напряжением для переносных ламп и контрольно-проверочной аппаратуры, контрольные ШР (штепсельные разъёмы) агрегатов и систем, розетки СПУ, полки, трапы, подъёмно-транспортировочное оборудование и т.д.

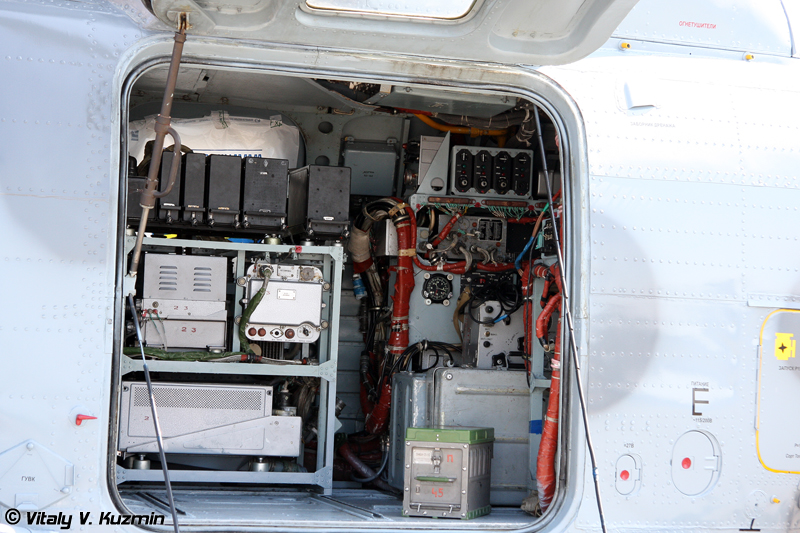
Техотсек оборудования, вертолёт Ка-27